# کائو فرناندز
کائو فرناندز (به پرتغالی: Caue Fernandes Silveira) مدافع اهل برزیل است که در شهر Santana do Livramento و در تاریخ ۳۱ ژوئیهٔ ۱۹۸۸ به دنیا آمده‌است.
کائو فرناندز در تیم‌های فوتبال Juventud سابقهٔ حضور دارد.